# Nehren (Baden-Württemberg)
Nehren è un comune tedesco di 4 550 abitanti,, situato nel land del Baden-Württemberg.